# What’s Another Year
What’s Another Year ist ein Lied von Johnny Logan. Es ist der irische Beitrag und der Siegertitel des Eurovision Song Contest 1980.

## Hintergrund
Shay Healy hatte das Lied komponiert. Der Sänger Glen Curtin war ursprünglich dafür ausgewählt worden, What’s Another Year zu singen, hatte den Song jedoch abgelehnt. In der Folge wurde das Lied von Bill Whelan umarrangiert, so dass es zu Johnny Logan passte. Dennoch war Logan zuerst nicht begeistert von dem Song, dessen Demo im Country- und Westernstil gehalten war. Das Saxofonintro wurde vom schottischen Musiker Colin Tully gespielt. Dessen Ergänzung trug dazu bei, Logan von dem Titel zu überzeugen. Der Erfolg von What’s Another Year startete Logans ESC-Karriere, 1987 gewann er mit Hold Me Now erneut. 1992 siegte er als Songwriter von Linda Martins Why Me? ein drittes Mal. Der Song wurde anlässlich des 50-jährigen ESC-Jubiläums als einer der 14 besten ESC-Beiträge ausgewählt.
Nachdem Logan gewonnen hatte, überwältigten ihn die Emotionen, als er den Titel erneut sang. Stattdessen rief er „I love you Ireland“. Diesen Ausruf wiederholte er bei seinem zweiten Sieg.

## Chartplatzierungen
| ChartsChartplatzierungen     | Höchstplatzierung | Wochen |
| ---------------------------- | ----------------- | ------ |
| Deutschland (GfK)            | 2 (24 Wo.)        | 24     |
| Irland (IRMA)                | 1 (10 Wo.)        | 10     |
| Österreich (Ö3)              | 5 (14 Wo.)        | 14     |
| Schweiz (IFPI)               | 2 (10 Wo.)        | 10     |
| Vereinigtes Königreich (OCC) | 1 (8 Wo.)         | 8      |

| ChartsJahrescharts (1980) | Platzierung |
| ------------------------- | ----------- |
| Deutschland (GfK)         | 23          |
| Österreich (Ö3)           | 17          |
| Schweiz (IFPI)            | 20          |

## Auszeichnungen für Musikverkäufe
| Land/Region                  | Auszeichnungen für Musikverkäufe (Land/Region, Auszeichnung, Verkäufe) | Verkäufe |
| ---------------------------- | ---------------------------------------------------------------------- | -------- |
| Vereinigtes Königreich (BPI) | Silber                                                                 | 250.000  |
| Insgesamt                    | 1× Silber ·                                                            | 250.000  |